# Katovice (nádraží)
Katovice jsou železniční stanice ve východní části stejnojmenného městyse v okrese Strakonice v Jihočeském kraji, nedaleko řeky Otavy. Leží na elektrizované trati Plzeň – České Budějovice (25 kV, 50 Hz AC).

## Historie
Stanice byla vybudována jakožto součást Dráhy císaře Františka Josefa (KFJB) spojující Vídeň, České Budějovice a Plzeň, roku 1872 prodloužené až do Chebu na hranici Německa, podle typizovaného stavebního návrhu. K 1. září 1868 byl s místním nádražím uveden do provozu celý nový úsek trasy z Českých Budějovic do Plzně.
Po zestátnění KFJB v roce 1884 pak obsluhovala stanici jedna společnost, Císařsko-královské státní dráhy (kkStB), po roce 1918 pak správu přebraly Československé státní dráhy.
Elektrický provoz na trati procházející stanicí byl zahájen 29. listopadu 1968.

## Popis
Stanicí prochází jednokolejná trať. Nachází se zde dvě jednostranná úrovňová nástupiště, k příchodu na nástupiště č. 2 slouží přechody přes kolej.